# Барбара Буше
Ба́рбара Буше́ (англ. Barbara Bouchet, справжнє ім'я — Ба́рбара Гу́тшер, нім. Barbara Gutscher; 15 серпня 1943, Райхенберґ, Третій Рейх) — американсько-італійська кіноакторка судетонімецького походження, танцюристка та фотомодель. На рахунку акторки понад 100 ролей у кіно та на телебаченні насамперед в італійському кінематографі.
На початку кінокар'єри працювала в Голлівуді та стала відомою в США за виконанням ролі міс Маніпенні в пародійній комедії на фільми про Джеймса Бонда «Казино Рояль» 1967 року, а також епізодичною роллю в культовому науково-фантастичному серіалі «Зоряний шлях». У 1970 році повернулася в Європу й зробила блискавичну кар'єру в італійському жанровому кіно 1970-1980-х років: пеплумах, poliziotteschi, джалло, спагеті-хорорах, сексуальній комедії по-італійськи. Італійський кіножурнал MYmovies.it називає Буше «однією з найкрасивіших і найчуттєвіших акторок сексуальної комедії, предтечею всіх героїнь ґрайндгаузу, а також іконою кримінальної драми 1970-х».

## Біографія
Барбара Гутшер народилася 15 серпня 1943 року під час Другої світової війни в сім'ї судетських німців. Сім'я на той час жила в столиці рейхсгау Судетенланд — Райхенберзі (нині місто Ліберець, Чехія). По завершенню війни родину Гутшерів, як і багатьох інших німців Чехословаччини, примусово депортували до Німеччини, а звідти Барбара з батьками емігрувала в американський Сан-Франциско у пошуках кращої долі. Навчалася в школі Галілео в Сан-Франциско. Брала участь у регіональних конкурсах краси, танцювала. Працювала моделлю[джерело?].
Вперше Барбара привернула на себе увагу в 16 років, коли виграла конкурс краси «Міс Гіджет» (англ. Miss Gidget) на телешоу KPIX-TV, яке вів Дік Стюарт. Завдяки цьому майбутня кінозірка отримала місце в танцювальній трупі, яка з'являлася на екрані шість разів на тиждень у молодіжній програмі KPIX-TV впродовж 1959—1962 років. Згодом вона взяла собі сценічне ім'я, змінивши своє прізвище Гутшер на французьке прізвище Буше (фр. Bouchet) та почала кар'єру акторки.
Тоді ж, у 1960-х роках Буше зробила успішну кар'єру моделі. Вона з'являлася на обкладинках журналів і в телевізійних рекламних роликах, зокрема й для Playboy. У кіно акторка дебютувала 1964 року в музичній кінокомедії «Який шлях!» (англ. What a Way to Go!) з Ширлі МакЛейн і Полом Ньюманом у головних ролях, де зіграла малопомітну роль дівчини в літаку. Попри це Барбара Буше стала затребуваною виконавицею другорядних ролей гарних дівчат у США. Серед найбільш впізнаваних ролей можна відзначити міс Маніпенні, секретарку агента 007 Джеймса Бонда, у пародійній комедії «Казино Рояль» (англ. Casino Royale) 1967 року, або роль Урсули в мюзиклі «Мила Чаріті» (англ. Sweet Charity) 1969 року, що тричі номінувався на «Оскар». Вона також знялася в епізоді культового науково-фантастичного серіалу «Зоряний шлях» (англ. Star Trek). Однак у переважній більшості цих кінопроектів вона грала скоріше декоративну роль і більше демонструвала ідеальну зовнішність, ніж акторську гру.
У 1970 році Буше, розчарована Голлівудом, насиченого стереотипними ролями, назавжди переїхала в Італію, де живе донині. З того часу Барбара знялася у багатьох італійських фільмах. На відміну від Америки, продюсери дали їй можливість зіграти різноманітні ролі у багатьох жанрах тієї доби італійського кінематографа. У 1976 році вона вийшла заміж за італійського кінопродюсера Луїджі Боргезе, що посприяло розвитку її кар'єри.

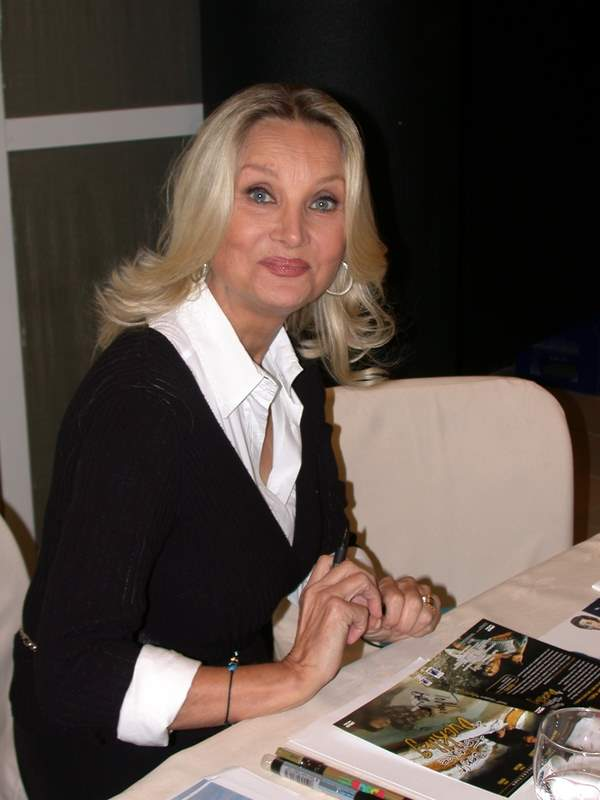
Буше на кіноярмарку в Нідерландах, 2006 рік

У 1983 році, у віці сорока років, Буше знялася оголеною для італійської версії журналу Penthouse. Того ж року вона знялася разом з Грегорі Пеком у телевізійній воєнній драмі про Другу світову війну «Червоне та чорне» (англ. The Scarlet And The Black), але вже невдовзі, з середини 1980-х років, у Барбари почалася тривала перерва в кар'єрі.
З 1985 року зірка італійського кіно керувала власною продюсерською компанією. Крім того, захопившись аеробікою, вона записала відеокасети з уроками та відкрила фітнес-клуб у Римі.
Через багато років після переїзду в Європу, 2002 року Буше знялася в ще одному американському фільмі. Відомий режисер Мартін Скорсезе запросив її виконати другорядну роль в історичній драмі «Банди Нью-Йорка» (англ. Gangs of New York) з Леонардо Ді Капріо і Денієлом Дей-Льюїсом у головних ролях.

## Фільмографія

### 1960-ті. Кар'єра в США
| Рік  |   | Українська назва                             | Оригінальна назва                | Роль |
| ---- | - | -------------------------------------------- | -------------------------------- | --- |
| 1964 | ф | Глобальна справа                             | A Global Affair                  | У титрах: жінка                                                                                                 |
| 1964 | ф | Який шлях!                                   | What a Way to Go!                | Дівчина в літаку (англ. Girl on Plane). У титрах роль не вказана                                                |
| 1964 | ф | Казка на ніч                                 | Bedtime Story                    | Німецька дівчина (англ. German Girl). У титрах роль не вказана                                                  |
| 1964 | ф | Хороший сусід Сем                            | Good Neighbor Sam                | Дівчина на рецепції (англ. Receptionist). У титрах роль не вказана                                              |
| 1964 | с | Розбійники                                   | The Rogues                       | Епізод «Плавонія, Вітай і Прощай» (англ. Plavonia, Hail and Farewell). Ельза Ідонеску (англ. Elsa Idonescu)     |
| 1964 | ф | Секс і самотня дівчина                       | Sex and the Single Girl          | Фотограф на ювілейній вечірці (англ. Photographer at Anniversary Party). У титрах роль не вказана               |
| 1965 | ф | Джон Голдфарб, будь ласка, повернись додому! | John Goldfarb, Please Come Home! | Астрід Порше (англ. Astrid Porche). У титрах роль не вказана                                                    |
| 1965 | ф | За методом Харма                             | In Harm's Way                    | Ліз Еддінґтон (англ. Liz Eddington)                                                                             |
| 1965 | с | Подорож на морське дно                       | Voyage to the Bottom of the Sea  | Епізод «Лівша» (англ. The Left-Handed Man). Тіппі Пенфілд (англ. Tippy Penfield)                                |
| 1966 | с | Агенти U.N.C.L.E.                            | The Man from U.N.C.L.E.          | Епізод «Проект Deephole Affair» (англ. The Project Deephole Affair). Нарцисус Дарлінґ (англ. Narcissus Darling) |
| 1966 | ф | Агент H.A.R.M.                               | Agent for H.A.R.M.               | Ава Весток (англ. Ava Vestok)                                                                                   |
| 1967 | ф | Казино Рояль                                 | Casino Royale                    | міс Маніпенні (англ. Miss Moneypenny)                                                                           |
| 1967 | ф | Небезпечний маршрут                          | Danger Route                     | Марі (англ. Mari)                                                                                               |
| 1967 | с | Вірджинець                                   | The Virginian                    | Епізод «Фортеця» (англ. The Fortress). Маріанна (англ. Marianne)                                                |
| 1968 | с | Зоряний шлях                                 | Star Trek                        | Епізод «Будь-якою іншою назвою» (англ. By Any Other Name). Келінда (англ. Kelinda)                              |
| 1968 | с | Тарзан                                       | Tarzan                           | Епізод «Викуп за джунглі» (англ. Jungle Ransom). Анджела Фрейзер (англ. Angela Fraser)                          |
| 1969 | ф | Мила Чаріті                                  | Sweet Charity                    | Урсула (англ. Ursula)                                                                                           |
| 1969 | ф | Змова в Сурабайї                             | Surabaya Conspiracy              | Ірен Стоун (англ. Irene Stone)                                                                                  |

### 1970—1985. Кар'єра в часи розквіту італійського кіно
| Рік  |    | Українська назва                                                          | Оригінальна назва                                                                | Роль |
| ---- | -- | ------------------------------------------------------------------------- | -------------------------------------------------------------------------------- | --- |
| 1970 | ф  | Гарячий постріл                                                           | Colpo rovente                                                                    | Моніка Браун (італ. Monica Brown)                                                                               |
| 1970 | ф  | Спробуй мене зрозуміти                                                    | Cerca di capirmi                                                                 | У титрах не вказана                                                                                             |
| 1970 | ф  | Золотий осел: суд за дивні факти проти римського громадянина Луція Апулія | L'asino d'oro: processo per fatti strani contro Lucius Apuleius cittadino romano | Пудентілла (італ. Pudentilla)                                                                                   |
| 1970 | ф  | Подружній борг                                                            | Il debito coniugale                                                              | Кандіда (італ. Candida)                                                                                         |
| 1970 | ф  | Одружений священик                                                        | Il prete sposato                                                                 | синьйора Марчо (італ. signora Marchio)                                                                          |
| 1971 | ф  | Теплі ночі Дона Жуана                                                     | Le calde notti di Don Giovanni                                                   | Есмеральда Варґас (італ. Esmeralda Vargas)                                                                      |
| 1971 | ф  | Людина з крижаним поглядом                                                | L'uomo dagli occhi di ghiaccio                                                   | Енн Сакс (італ. Ann Saxe)                                                                                       |
| 1971 | ф  | Нокаут                                                                    | Nokaut                                                                           | Барбара (італ. Barbara)                                                                                         |
| 1971 | ф  | Чорне черево тарантула                                                    | La tarantola dal ventre nero                                                     | Марія Зані (італ. Maria Zani)                                                                                   |
| 1972 | ф  | Не роби брудних вчинків                                                   | Non commettere atti impuri                                                       | Надін (італ. Nadine)                                                                                            |
| 1972 | ф  | Оголена кобила                                                            | Una cavalla tutta nuda                                                           | Ґеммата (італ. Gemmata)                                                                                         |
| 1972 | ф  | Загін «Ґ»                                                                 | Forza «G»                                                                        | Карін, подруга Петтаріна (італ. Karin, amica di Pettarin)                                                       |
| 1972 | ф  | Міланський калібр 9                                                       | Milano calibro 9                                                                 | Неллі Бордон (італ. Nelly Bordon)                                                                               |
| 1972 | ф  | У пошуках насолоди                                                        | Alla ricerca del piacere                                                         | Ґрета Франклін (італ. Greta Franklin)                                                                           |
| 1972 | ф  | Посмішка гієни                                                            | Il sorriso della iena                                                            | Гостя вечірки (англ. Party Guest). У титрах роль не вказана                                                     |
| 1972 | ф  | Валерія всередині і зовні                                                 | Valeria dentro e fuori                                                           | Валерія Роккі (італ. Valeria Rocchi)                                                                            |
| 1972 | ф  | Будинок для зустрічей                                                     | Casa d'appuntamento                                                              | Франсін Булер (італ. Francine Boulert)                                                                          |
| 1972 | ф  | Червона дама вбиває сім разів                                             | La dama rossa uccide sette volte                                                 | Кетті Вільденбрюк (італ. Ketty Wildenbrück)                                                                     |
| 1972 | ф  | Не катуй каченя                                                           | Non si sevizia un paperino                                                       | Патриція (італ. Patrizia)                                                                                       |
| 1972 | с  | Класний мільйон                                                           | англ. Cool Million                                                               | Епізод «Маска Марселли» (англ. Mask of Marcella). Карла Майлз (англ. Carla Miles)                               |
| 1972 | ф  | Заборонені казки... без одягу                                             | Racconti proibiti… di niente vestiti                                             | Лукреція дельї Уберті (італ. Lucrezia degli Uberti)                                                             |
| 1972 | ф  | Нарешті… тисяча і одна ніч                                                | Finalmente… le mille e una notte                                                 | Маріам (італ. Mariam)                                                                                           |
| 1972 | ф  | Каландрія                                                                 | La calandria                                                                     | Лукреція, дружина Ферруччо (італ. Lucrezia, moglie di Ferruccio)                                                |
| 1973 | ф  | Ще раз перед відходом                                                     | Ancora una volta prima di lasciarci                                              | Луїза (італ. Luisa)                                                                                             |
| 1973 | ф  | Твоє задоволення — моє                                                    | Il tuo piacere è il mio                                                          | повія (італ. La prostituta)                                                                                     |
| 1973 | ф  | Хлопець із дивним обличчям збирається вбити вас                           | Un tipo con una faccia strana ti cerca per ucciderti                             | Сцилла (італ. Scilla)                                                                                           |
| 1974 | ф  | Плач повії: кохання вбиває                                                | Quelli che contano                                                               | Марджі (італ. Margie)                                                                                           |
| 1974 | ф  | Настоятелька монастиря Кастро                                             | La badessa di Castro                                                             | Елена ді Кампірелі, настоятелька монастиря Кастро (італ. Elena di Campireali, badessa di Castro)                |
| 1974 | ф  | Безсоромна                                                                | La svergognata                                                                   | Сільвія Лоренці, дружина Фабіо (італ. Silvia Lorenzi, moglie di Fabio)                                          |
| 1975 | ф  | Подруга моєї матері                                                       | L'amica di mia madre                                                             | Барбара (італ. Barbara)                                                                                         |
| 1975 | ф  | Любов означає ревнощі                                                     | Amore vuol dir gelosia                                                           | Корінна Боротто (італ. Corinna Borotto)                                                                         |
| 1975 | ф  | Старовинними сходами                                                      | Per le antiche scale                                                             | Карла (італ. Carla)                                                                                             |
| 1975 | ф  | Качка під апельсиновим соусом                                             | L'anatra all'arancia                                                             | Патті, секретарка Лівіо (італ. Patty, Il segretario di Livio)                                                   |
| 1976 | ф  | 40 градусів під простирадлом                                              | 40 gradi all'ombra del lenzuolo                                                  | Новела «Гроші в рот» (італ. I soldi in bocca). Барбара, дружина Ігнаціо (італ. Barbara, moglie di Ignazio)      |
| 1976 | ф  | Гачок                                                                     | грец. Το αγκίστρι                                                                | Іро Марас (англ. Iro Maras)                                                                                     |
| 1976 | ф  | Кожен може стати багатим, крім бідних                                     | Tutti possono arricchire tranne i poveri                                         | графиня Федерічі Фонтана (італ. contessa Federici Fontana)                                                      |
| 1976 | ф  | Зі злістю в очах                                                          | Con la rabbia agli occhi                                                         | Енні (італ. Annie)                                                                                              |
| 1976 | ф  | Роздягнися без сорому                                                     | Spogliamoci così, senza pudor…                                                   | Новела «Троянська шафа» (італ. L'armadio di Troia). Віоланте, дружина Джанґі (італ. Violante, moglie di Giangi) |
| 1977 | ф  | Призначення                                                               | L'appuntamento                                                                   | Інґрід (італ. Ingrid)                                                                                           |
| 1978 | ф  | Закривавлені діаманти                                                     | Diamanti sporchi di sangue                                                       | Ліза (італ. Lisa)                                                                                               |
| 1978 | ф  | Як втратити дружину... і знайти коханку                                   | Come perdere una moglie… e trovare un'amante                                     | Елеонора Рубенс (італ. Eleonora Rubens)                                                                         |
| 1978 | ф  | Переповнений сімейною прихильністю                                        | Travolto dagli affetti familiari                                                 | У титрах роль не вказана                                                                                        |
| 1979 | ф  | Субота, неділя та п'ятниця                                                | Sabato, domenica e venerdì                                                       | Новела «Неділя» (італ. Domenica). Енца Патерно (італ. Enza Paternò)                                             |
| 1979 | ф  | Локриця                                                                   | Liquirizia                                                                       | синьйора Раффаелла (італ. sig.ra Raffaella)                                                                     |
| 1980 | ф  | Я фотогенічний                                                            | Sono fotogenico                                                                  | Грає саму себе. У титрах не вказана                                                                             |
| 1980 | ф  | Дружина у відпустці... коханка в місті                                    | La moglie in vacanza... l'amante in città                                        | Валерія Даміані (італ. Valeria Damiani)                                                                         |
| 1981 | ф  | Спагетті опівночі                                                         | Spaghetti a mezzanotte                                                           | Селесте Ла Ґраста (італ. Celeste La Grasta)                                                                     |
| 1981 | ф  | Будь ласка, подбайте про Амелію                                           | Per favore, occupati di Amelia                                                   | Амелія (італ. Amelia)                                                                                           |
| 1981 | ф  | Чому б нам не займатися коханням?                                         | Perché non facciamo l'amore?                                                     | Мануела і Діана Робеллі (італ. Manuela & Diana Robelli)                                                         |
| 1981 | ф  | Вершки, шоколад і... паприка                                              | Crema, cioccolata e… paprika                                                     | Елеонора Боніфаці (італ. Eleonora Bonifazi)                                                                     |
| 1983 | тф | Червоне та чорне                                                          | англ. The Scarlet And The Black                                                  | Мінна Капплер (англ. Minna Kappler)                                                                             |
| 1984 | ф  | Діамантовий зв'язок                                                       | Diamond Connection                                                               | доктор Карен/Лейла (італ. dottoressa Karen/Leyla)                                                               |

### 1990-ті— нині. Після кризи італійської кіноіндустрії
| Рік       |    | Українська назва             | Оригінальна назва                        | Роль                                                                                        |
| --------- | -- | ---------------------------- | ---------------------------------------- | ------------------------------------------------------------------------------------------- |
| 1993      | с  | Ті з особливих               | Quelli della speciale                    | 3 серії. Адріенне Бове (італ. Adrienne Beauvrais)                                           |
| 2001      | ф  | Південні моря                | Mari del sud                             | ведуча реклами (італ. Presentatrice Pubblicità)                                             |
| 2002      | ф  | Банди Нью-Йорка              | англ. Gangs of New York                  | місіс Шермергорн (англ. Mrs. Schermerhorn)                                                  |
| 2003      | с  | Зачарування                  | Incantesimo                              | Сезон № 6, епізод № 26. Джейн Девіс (італ. Jane Davis)                                      |
| 2004      | с  | Право на захист              | Diritto di difesa                        | 4 серії. Мати Джиларді (італ. La madre di Gilardi)                                          |
| 2004      | с  | Місце під сонцем             | Un posto al sole                         | У титрах роль не вказана                                                                    |
| 2006      | тф | Провінційний                 | La provinciale                           | Ельвіра Кочано (італ. Elvira Coceanu)                                                       |
| 2008      | ф  | Виродки                      | Bastardi                                 | Кармен Ювара (італ. Carmen Iuvara)                                                          |
| 2008—2010 | с  | Я вийшла заміж за жандарма   | Ho sposato uno sbirro                    | 26 серій. Адвокат Маджоні (італ. Clarissa Morini)                                           |
| 2008      | с  | Мої друзі                    | Amiche mie                               | Епізод «Зняти маску» (італ. Giù la maschera). Мати Ґрації (італ. La madre di Grazia)        |
| 2008      | ф  | Так йдуть справи             | Così vanno le cose                       | Мати П'єрфранческо (італ. madre di Pierfrancesco)                                           |
| 2009      | ф  | Джалло?                      | Giallo?                                  | Валерія (італ. Valeria)                                                                     |
| 2009      | ф  | Відчуття метелика            | Butterfly zone – Il senso della farfalla | Жінка з вусами (загробне життя) (італ. Donna coi baffi (aldilà))                            |
| 2009      | ф  | Дивне життя                  | La vita dispari                          | Людовіка Леві (італ. Ludovica Levi)                                                         |
| 2010      | с  | Капрі                        | Capri                                    | Сезон № 3, епізод № 2. Адвокат Маджоні (італ. Avv. Maggioni)                                |
| 2010      | с  | Злочини                      | Crimini                                  | Епізод «Маленька мрія» (англ. Little Dream). Лоредана Пресутті (італ. Loredana Presutti)    |
| 2011      | ф  | Нарешті щастя                | Finalmente la felicità                   | Грає саму себе                                                                              |
| 2011      | ф  | Rewind                       | Rewind                                   | мати Фолько (італ. madre Folco)                                                             |
| 2012      | с  | Подвійні гойдалки            | Double Swing                             | Епізод «Я&Він» (італ. Io&Lui). Емілі (італ. Amily)                                          |
| 2014      | с  | Тринадцятий апостол          | Il tredicesimo apostolo                  | Епізод «Крик диявола» (італ. Il pianto del demonio). Синьйора Кастро (італ. signora Castro) |
| 2014      | кф | Як мертвий в Акапулько       | Come un morto ad Acapulco                | Донна (італ. Donna)                                                                         |
| 2015      | ф  | Погода в приміщенні          | Das Wetter in geschlossenen Räumen       | Грає саму себе                                                                              |
| 2015      | ф  | Темні відьми                 | англ. Darkside Witches                   | Сибілла (італ. Sibilla)                                                                     |
| 2015      | кф | Мадам і Месьє                | Madame & Monsieur                        | Мадам (італ. Madame)                                                                        |
| 2017      | ф  | У пошуках Фелліні            | англ. In Search of Fellini               | Хостес (англ. Hostess). У титрах роль не вказана                                            |
| 2017      | ф  | Ізі                          | Easy - Un viaggio facile facile          | Делія (італ. Delia)                                                                         |
| 2017      | ф  | Сховай бабусю в холодильнику | Metti la nonna in freezer                | Нонна Бірджит (італ. Nonna Birgit)                                                          |
| 2019      | тф | Закоханий Рим                | англ. Rome in Love                       | Бетті Річічі (італ. Betty Richichi)                                                         |
| 2020      | ф  | Толо Толо                    | Tolo Tolo                                | Синьйора Інґе (італ. signora Inge)                                                          |
| 2020      | ф  | Дев'ятий калібр              | Calibro 9                                | Синьйора Інґе (італ. signora Inge)                                                          |
| 2021      | ф  | Жахлива сімейка              | Una famiglia mostruosa                   | Кризільда (італ. Crisilde)                                                                  |
| 2023      | ф  | Дьяволік, ти хто?            | Diabolik — Chi sei?                      | Графиня Віндемар (італ. Countess Wiendemar)                                                 |
| 2023      | с  | Споріднена душа              | Anima gemella                            | графиня Ортензія (італ. Contessa Ortensia)                                                  |

## Нагороди та номінації
| Рік  | Конкурс          | Номінація                                 | Фільм                        | Результат | Прим. |
| ---- | ---------------- | ----------------------------------------- | ---------------------------- | --------- | ----- |
| 2018 | «Срібна стрічка» | Найкраща жіноча роль у комедійному фільмі | Сховай бабусю в холодильнику | Номінація | [ 7 ] |

## Родина та особисте життя
8 червня 1974 року 31-річна Барбара вийшла заміж за 38-річного італійського продюсера Луїджі Боргезе. Пара виховала двох синів: Массіміліано й Алессандро Боргезе. У грудні 2005 року подружжя розлучилося, а 28 січня 2016 року Луїджі помер у 80-річному віці від негоджкінської лімфоми.

## Додаткова інформація
- Fabio Secchi Frau. Nudi, splatter e fitness: le passioni della Bouchet. MYmovies.it (італ.). Процитовано 26 листопада 2023.